# Nhân La
Nhân La là một xã cũ thuộc huyện Kim Động, tỉnh Hưng Yên, Việt Nam.
Ngày 1 tháng 12, xã Nhân La sáp nhập với xã Vũ Xá để tạo nên xã Diên Hồng

## Địa lý
Xã Nhân La nằm ở phía đông huyện Kim Động, có vị trí địa lý:
- Phía đông và phía bắc giáp xã huyện Ân Thi
- Phía tây giáp xã Chính Nghĩa và xã Phạm Ngũ Lão
- Phía nam giáp xã Vũ Xá.

Xã Nhân La có diện tích 3,13 km², dân số năm 2019 là 3.968 người, mật độ dân số đạt 1.269 người/km².

## Hành chính
Xã Nhân La được chia thành 2 thôn: Giang, Mát.